# Chursdorf
Chursdorf is een ortsteil van de Duitse gemeente Dittersdorf in Thüringen. Tot 31 december 2013 was Chursdorf een zelfstandige gemeente in de Saale-Orla-Kreis.